# José Guerrero de Torres
José Guerrero de Torres, anche noto come Giuseppe Guerriero de Torres o Giuseppe II (Antequera, 26 febbraio 1641 – Gaeta, 26 marzo 1720), è stato un vescovo cattolico spagnolo.

## Biografia

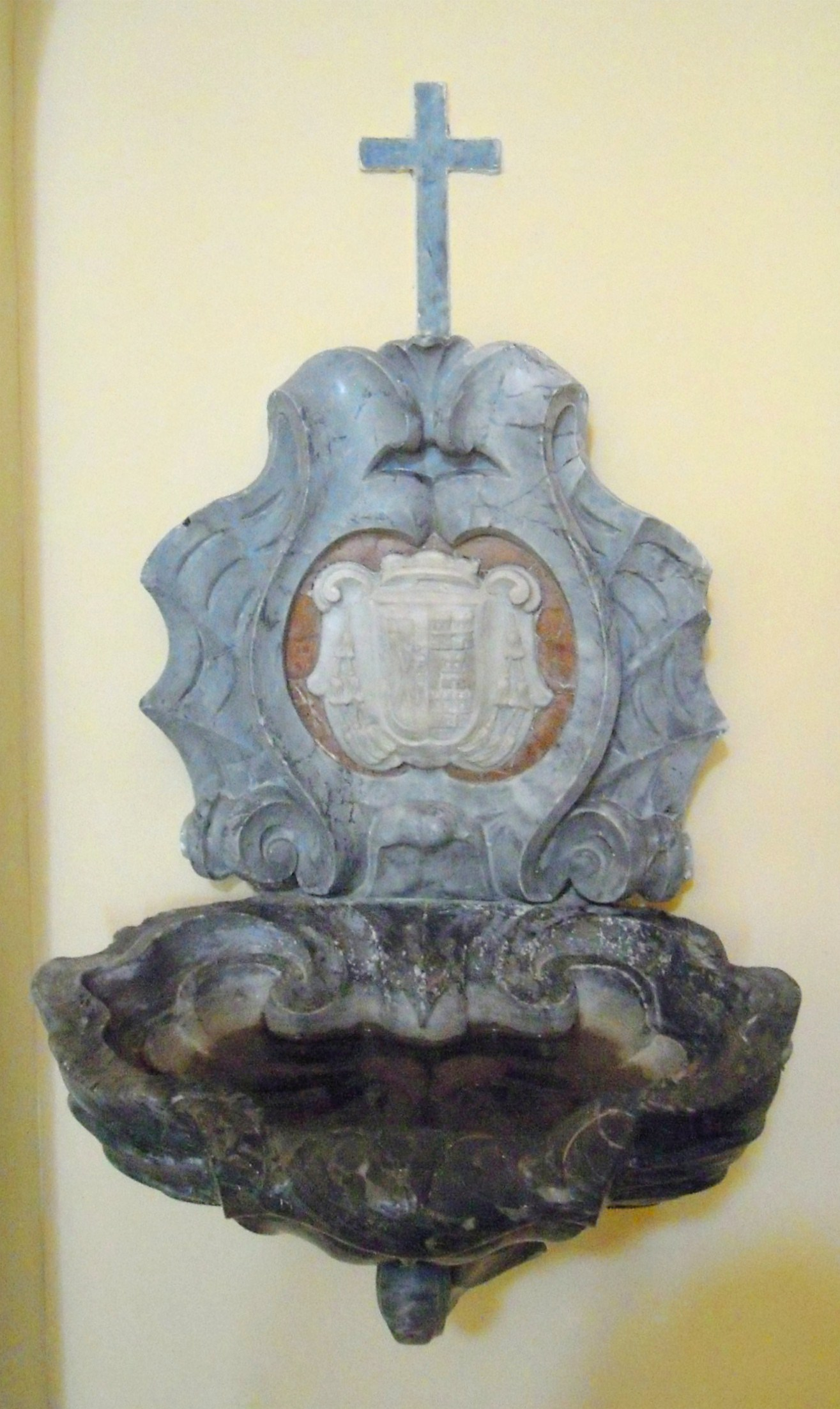
Acquasantiera con lo stemma del vescovo Torres, originariamente in Santa Caterina e ora in San Giacomo.

José Guerrero de Torres nacque ad Antequera il 26 febbraio 1641 da famiglia nobile e fu ordinato sacerdote nell'Ordine degli eremitani di Sant'Agostino. È riportato come Maestro di Sacra Teologia.
Il 12 aprile 1693 papa Innocenzo XII lo nominò vescovo di Gaeta. Fu consacrato vescovo il successivo 18 aprile da Paluzzo Paluzzi Altieri degli Albertoni, cardinale vescovo di Palestrina, co-consacranti Prospero Bottini, arcivescovo titolare di Mira, e Domenico Antonio Bernardini, vescovo di Castellaneta.
Appena insediatosi accelerò la costruzione della nuova chiesa di San Biagio fuori le mura, a Gaeta, impiegandovi ingenti somme; già il 19 giugno 1695 poté consacrarla, dichiarandola di patronato vescovile e apponendo il suo stemma sull'altare maggiore in cornu epistolae. Altro lavoro compiuto nei primi anni di episcopato riguarda l'opera di consolidamento, ampliamento e restauro del palazzo episcopale, in cui impegnò ancora denaro proprio. Venne anche realizzato un nuovo carcere per la comodità e la decenza degli ecclesiastici che incorrano in qualche "mancanza".
Nei primi anni del nuovo secolo promosse un restauro in stile barocco della chiesa di Santa Caterina a Gaeta, come testimonia l'acquasantiera oggi in chiesa di San Giacomo con il suo stemma.
Il 14 maggio 1705 diede il permesso di costruire una cappella dedicata a Sant'Erasmo in Coreno Ausonio al sacerdote Don Tiburzio de Gori; il 5 maggio dell'anno seguente la stessa veniva benedetta dal Vicario Generale per commissione e delegazione di Sua Ecc. Msr. Giuseppe Guerriero de Torres.
L'8 marzo 1708 Mons. De Torres, su ordine della Sacra Congregazione, dichiarò di riconoscere un pastorale – trafugato dalla casa degli eredi di Egidio Santillo a Gaeta nel sacco seguito all'assedio dell'anno precedente e donato dal colonnello austriaco Rabasser all'Abbazia di Montecassino – come il pastorale del Beato Paolo Burali d'Arezzo.
Nel settembre del 1709 fu interpellato dalla Congregazione dei riti riguardo l'elevazione di San Montano a patrono secondario della città per un parere sulla vicenda.
Nel 1710 completò il rivestimento in marmo dell'altare maggiore della cattedrale e fece apporre ai due lati del tabernacolo il proprio stemma.
Il 28 giugno del 1711, vigilia della solennità dei Santi Apostoli Pietro e Paolo, pose a Montesecco (oggi Piazza della Libertà a Gaeta) la prima pietra della nuova chiesa parrocchiale dedicata ai Santi Dodici Apostoli, dotandola con denaro proprio come aveva già fatto per San Biagio. Nel medesimo anno fu approvato l'ufficio proprio di San Montano.
Nel 1715 Guerrero de Torres consacrò l'altar maggiore di San Montano. Nello stesso anno tentò di impossessarsi degli argenti del succorpo di Sant'Erasmo, motivo per cui essi furono affidati dal magistrato civico di Gaeta alle monache di San Montano.

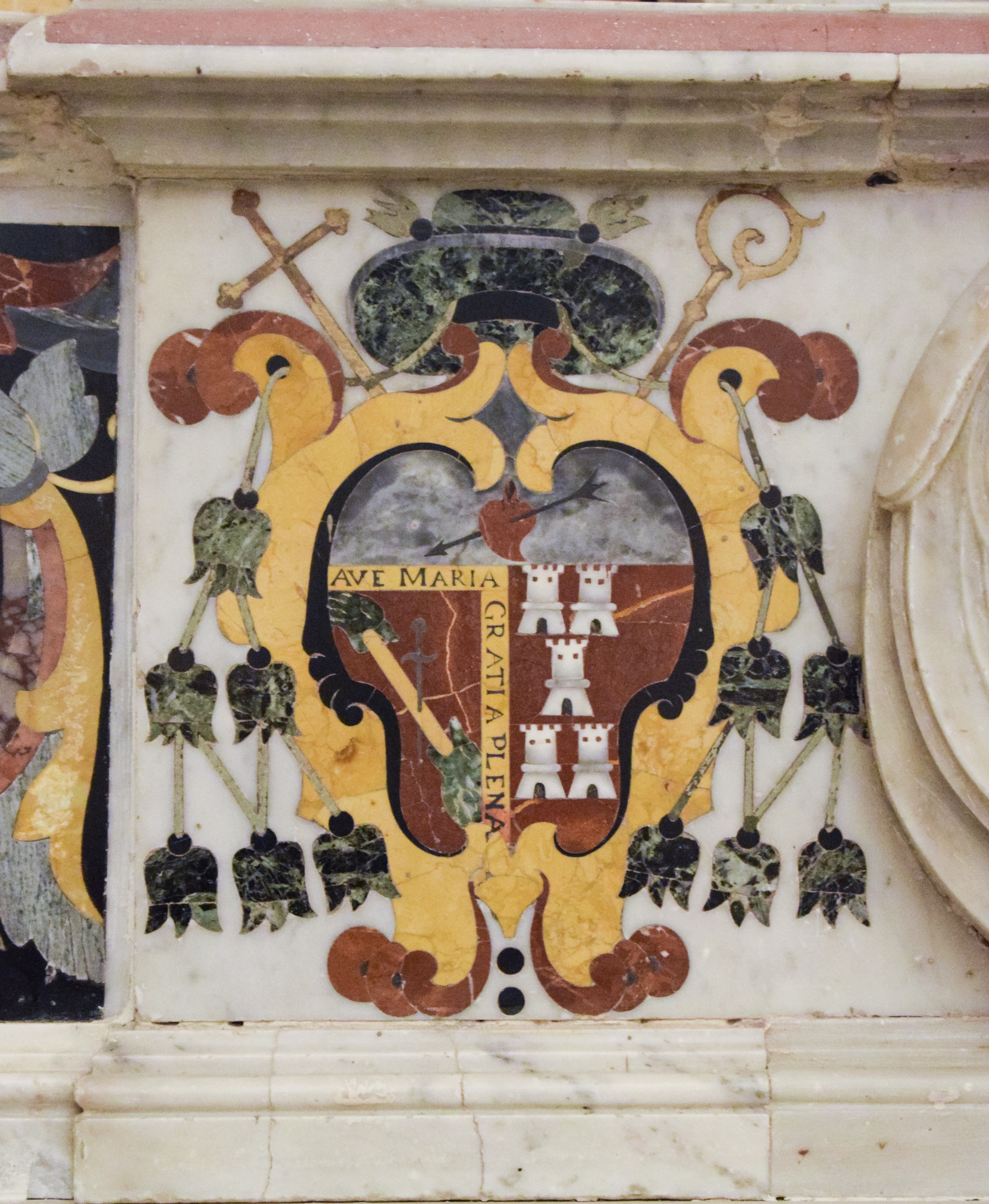
Stemma di Guerrero de Torres sull'altare maggiore della cattedrale.

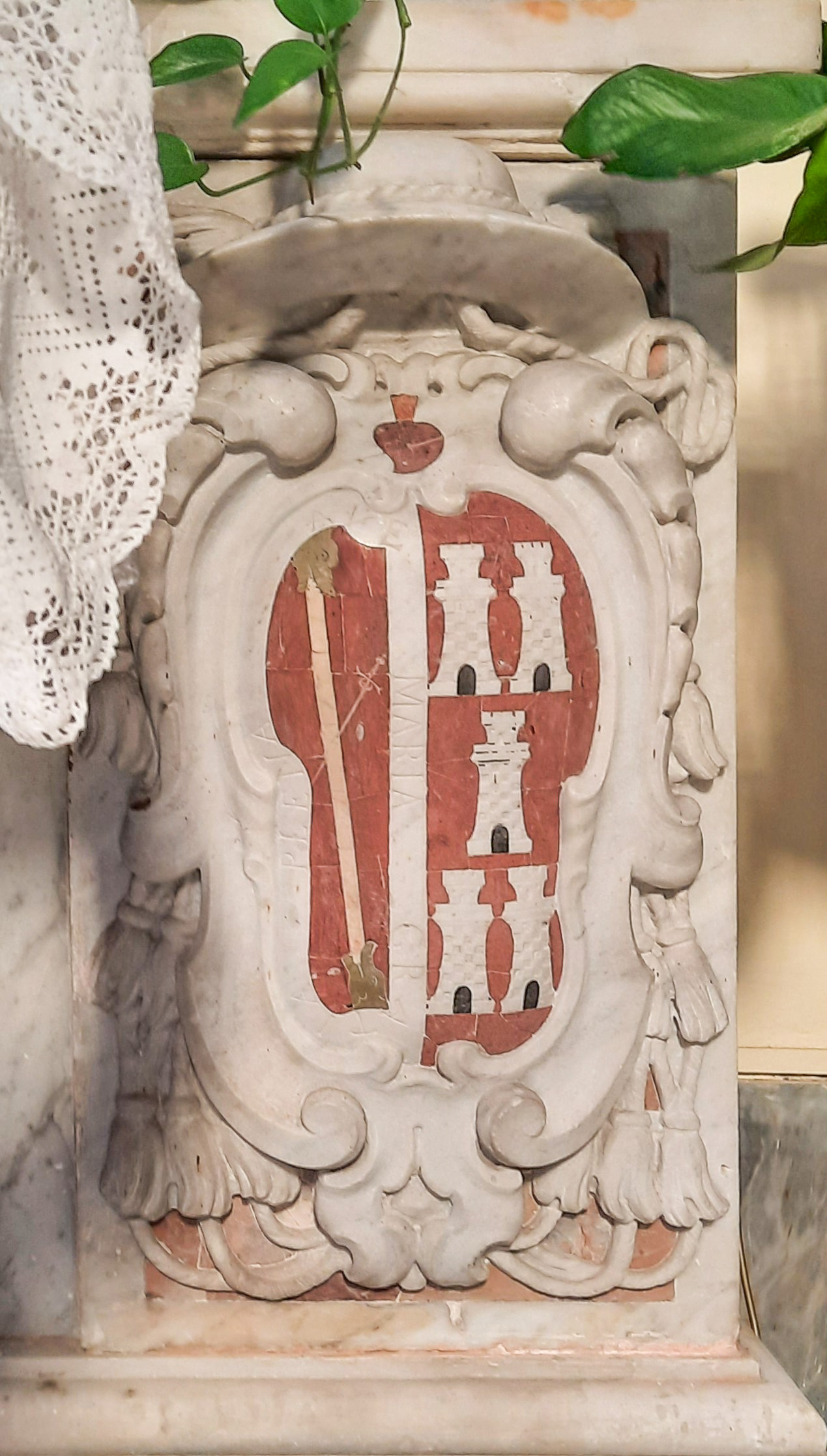
Stemma sull'altare della prima cappella di destra della chiesa della Santissima Trinità, già altare maggiore di San Biagio.

Nel 1718 ebbe la velleità di volersi introdurre nell'amministrazione del succorpo. L'Università di Gaeta ricorse al Sacro Regio Consiglio, il cui presidente Gaetano Argento 18 gennaio 1719 riconfermò con una "tremenda requisitoria" l'antico diritto di patronato della Città sopra la cappella, respingendo le pretese vescovili.
Morì il 26 marzo 1720 dopo quasi 27 anni di episcopato. Ricordato come "degno di memoria per la sua rara munificenza e pietà", fu l'ultimo di una lunga serie di vescovi spagnoli di Gaeta. Fu sepolto nella chiesa di Santa Caterina in una tomba con un'epigrafe forse preparata da lui stesso:
(Epigrafe sulla sepoltura del presule)

## Genealogia episcopale
La genealogia episcopale è:
- Cardinale Scipione Rebiba
- Cardinale Giulio Antonio Santori
- Cardinale Girolamo Bernerio, O.P.
- Arcivescovo Galeazzo Sanvitale
- Cardinale Ludovico Ludovisi
- Cardinale Luigi Caetani
- Cardinale Ulderico Carpegna
- Cardinale Paluzzo Paluzzi Altieri degli Albertoni
- Vescovo José Guerrero de Torres, O.E.S.A.